# The Last of Us (Fernsehserie)
The Last of Us ist eine US-amerikanische postapokalyptische Fernsehserie, die auf dem gleichnamigen Videospiel basiert. Die Serie wird im Auftrag von Sony Pictures Television und PlayStation Productions produziert. Die Serie, deren erste Staffel aus neun Episoden besteht, ist die erste Videospielverfilmung von HBO. Ausstrahlungsbeginn war dort am 15. Januar 2023. In Deutschland fand die Premiere einen Tag später bei WOW statt.
Die zweite Staffel startete in den Vereinigten Staaten am 13. April 2025 und einen Tag später in Deutschland, während eine dritte bestätigt wurde.

## Handlung
Die erste Staffel behandelt die Geschehnisse des ersten Videospiels.
Im ersten Teil des Spiels, das in einem dystopischen und von einer verheerenden Pilzepidemie heimgesuchten Amerika der nahen Zukunft spielt, schmuggelt der nach dem Tod seiner Tochter zynisch und brutal gewordene Schwarzhändler Joel Miller die 14-jährige Ellie aus einer Quarantänezone zu einem Geheimversteck der Untergrund-Organisation „Fireflies“, wo mithilfe des immunen Mädchens ein Gegenmittel gegen die Pilzmutation gefunden werden soll. Dabei werden die beiden ständig durch das Militär, feindselige Menschenbanden sowie verschiedenste Arten von zombieartigen Infizierten, die die postapokalyptische Welt bevölkern, bedroht.

## Besetzung und Synchronisation
Die deutschsprachige Synchronfassung entsteht nach Dialogbüchern von Christian Kähler (Staffel 1–2) und Robert Golling (Staffel 1) sowie unter der Dialogregie von Olaf Reichmann (Staffel 1) und Patrick Baehr (Staffel 1–2) bei der Arena Synchron in Berlin. Als Synchronstimme von Marlene ist wie im Spiel Daniela Bette-Koch zu hören, während Guido Zimmermann, Carlos Lobo, Annette Potempa und Anne Düe die Originalsprecher ihrer Videospielfiguren in neuen Rollen vertonten.
| Rollenname                 | Schauspieler             | Porträt | Hauptrolle (Episoden) | Nebenrolle (Episoden) | Gastrolle (Episoden) | Synchronsprecher         |
| -------------------------- | ------------------------ | --- | --------------------- | --------------------- | -------------------- | ------------------------ |
| Ellie Williams             | Bella Ramsey             | Bella Ramsey bei der Premiere von Catherine Called Birdy 2022 mit schulterlangem braunem Haar, die eine schwarz-weiße Jacke mit Hahnentrittmuster über einem weißen Hemd trägt. Die Person steht im Freien, und im Hintergrund sind andere Personen zu sehen und lächelt leicht. Sie steht im Freien, und im Hintergrund sind andere Personen zu sehen. Eine dieser Personen trägt ein weißes Hemd mit einer schwarzen Jacke und einem Schlüsselband um den Hals. Im Hintergrund sind außerdem ein Fahrzeug und ein Gebäude sichtbar. | 1.01–                 |                       |                      | Nina Schatton            |
| Tommy Miller               | Gabriel Luna             | Gabriel Luna auf der SXSW 2025. Er trägt eine braune Wildlederjacke über einem hellen Hemd. Um seinen Hals hängt eine Halskette mit türkisfarbenen Perlen, die einen dezenten, aber stilvollen Akzent setzt. Gabriel Luna hat dunkles, lockiges Haar, das gepflegt und natürlich aussieht. Der Hintergrund zeigt eine Bühne oder einen Bildschirm mit einem Farbverlauf aus Blau- und Beigetönen. | 2.01–2.03, 2.06–2.07  | 1.01, 1.06            |                      | Nico Mamone              |
| Dina                       | Isabela Merced           | Isabela Merced auf der SXSW 2025. Sie hat mittellanges, welliges, dunkelbraunes Haar, das locker gestylt ist. Sie trägt einen weißen Rollkragenpullover, der elegant und schlicht wirkt, sowie silberne Ohrringe. Der Hintergrund ist unscharf und zeigt eine grüne und gelbe Farbgebung. | 2.01–                 |                       |                      | Clara Drews              |
| Jesse                      | Young Mazino             | | 2.01–2.03, 2.05–2.07  |                       |                      | Patrick Roche            |
| Joel Miller                | Pedro Pascal             | Pedro Pascal lächelt mit kurzen, leicht gewellten braunen Haaren und einem gepflegten Bart. Er trägt ein schwarz-weiß gestreiftes Hemd mit einem klassischen Kragen unter einer grünen Jacke. Sein Gesichtsausdruck ist freundlich und entspannt, und er blickt direkt während einer Präsentation auf der Comic Con in San Diego in die Kamera. Der Hintergrund ist verschwommen und deutet das Logo der Comic Con an. | 1.01–2.02, 2.06       |                       | 2.05                 | Sascha Rotermund         |
| Theresa „Tess“ Servopoulos | Anna Torv                | Anna Torv auf der San Diego Comic-Con 2011. Sie steht vor einem Mikrofon und scheint zu sprechen oder eine Präsentation zu halten. Im Hintergrund sind verschwommene gelbe und schwarze Schilder zu sehen, die das Logo der Comic Con darstellen. Anna Torv trägt ein schwarzes Oberteil und hat lange, blonde Haare. Ihre Hände sind erhoben, als ob sie gestikuliert oder etwas erklärt. |                       | 1.01–1.02             | 1.03                 | Claudia Urbschat-Mingues |
| Maria Miller               | Rutina Wesley            | Rutina Wesley lächelt während einer Panel-Diskussion auf der Comic-Con 2012 in San Diego. Sie hat langes, glattes, schwarzes Haar und trägt ein weißes Hemd. Sie sitzt an einem Tisch, auf dem ein Mikrofon sichtbar ist. Vor ihr befindet sich ein Namensschild mit dem Comic-Con-Logo, das die Veranstaltung kennzeichnet. |                       | 1.06, 2.01–2.03, 2.06 |                      | Vera Teltz               |
| Abby Anderson              | Kaitlyn Dever            | Kaitlyn Dever lächelt während einer Diskussion auf der SXSW 2025, trägt ein schwarzes Top mit glitzernden Trägern. Kaitlyn Dever auf der SXSW 2025. Ihr Haar ist mittellang, glatt und in einem natürlichen Braunton gehalten. Ihr Gesichtsausdruck ist freundlich und entspannt, während sie in die Kamera blickt. |                       | 2.01–2.02, 2.07       |                      | Jodie Blank              |
| Marlene                    | Merle Dandridge          | |                       |                       | 1.01, 1.09           | Daniela Bette-Koch       |
| Sarah Miller               | Nico Parker              | |                       |                       | 1.01                 | Lana Finn Marti          |
| Dr. Neuman                 | John Hannah              | |                       |                       | 1.01                 | Marcus Off               |
| Bill                       | Nick Offerman            | |                       |                       | 1.03                 | Olaf Reichmann           |
| Frank                      | Murray Bartlett          | |                       |                       | 1.03                 | Matthias Deutelmoser     |
| Kathleen                   | Melanie Lynskey          | |                       |                       | 1.04–1.05            | Cathlen Gawlich          |
| Perry                      | Jeffrey Pierce           | |                       |                       | 1.04–1.05            | Guido Zimmermann         |
| Henry                      | Lamar Johnson            | |                       |                       | 1.04–1.05            | Lasse Dreyer             |
| Sam                        | Keivonn Montreal Woodard | |                       |                       | 1.04–1.05            |                          |
| Riley                      | Storm Reid               | |                       |                       | 1.07                 | Zalina Sanchez Decke     |
| David                      | Scott Shepherd           | |                       |                       | 1.08                 | Viktor Neumann           |
| James                      | Troy Baker               | |                       |                       | 1.08                 | Carlos Lobo              |
| Anna Williams              | Ashley Johnson           | |                       |                       | 1.09                 | Annette Potempa          |
| Nora Harris                | Tati Gabrielle           | |                       |                       | 2.01–2.02, 2.05      | Zina Laus                |
| Manny                      | Danny Ramirez            | |                       |                       | 2.01–2.03, 2.07      | Yannik Raiss             |
| Gail Lynden                | Catherine O’Hara         | |                       |                       | 2.01, 2.03, 2.06     | Ulrike Johannson         |
| Isaac Dixon                | Jeffrey Wright           | |                       |                       | 2.04, 2.07           | Oliver Siebeck           |
| Janowitz                   | Josh Peck                | |                       |                       | 2.04                 | Manuel Straube           |
| Javier Miller              | Tony Dalton              | |                       |                       | 2.06                 | Torsten Michaelis        |
| Eugene Lynden              | Joe Pantoliano           | |                       |                       | 2.06                 | Tobias Lelle             |

## Produktion
Erste Staffel
Im März 2014 bestätigten Screen Gems und Sony Pictures zunächst, dass eine Filmadaption zum Videospiel produziert werden solle. Als Regisseur sollte Sam Raimi fungieren, das Drehbuch sollte von Neil Druckmann, der Autor und Creative Director des titelgebenden Spiels war, verfasst werden. Craig Mazin, der schon Chernobyl für HBO erschuf und schrieb, ist zusammen mit Druckmann Showrunner der Serie. Maisie Williams stand im Jahr 2014 als Erstes im Gespräch, die Hauptrolle Ellie zu übernehmen.
Im April 2016 äußerte sich Druckmann gegenüber dem US-amerikanischen Spielemagazin IGN, dass an dem Drehbuch seit mehr als anderthalb Jahren nicht mehr gearbeitet wurde. Weiterhin wollte er sich nicht auf einen Termin festlegen, zu welchem mit der Produktion fortgefahren werden solle.
Am 5. März 2020 wurde bekannt, dass die Spielhandlung für HBO als Serie adaptiert werde. Executive Producer sind neben den Showrunnern außerdem Carolyn Strauss und Naughty-Dog-Geschäftsführer Evan Wells. Gustavo Santaolalla, der bereits die Musik im Videospiel beisteuerte, wurde auch für die Komposition der Musik in der Serie engagiert.
Am 10. Februar 2021 wurde bekannt, dass Pedro Pascal die Hauptrolle des Joel Miller übernehmen soll. Die zweite Hauptrolle, die Figur Ellie Williams, soll von Bella Ramsey verkörpert werden. Am 30. Juni 2021 wurde bekannt, dass Nico Parker die Rolle von Sarah Miller, Joels Tochter, verkörpern soll.
Für die Pilotfolge sollte zunächst Johan Renck als Regisseur fungieren, der neben Mazin an der Serie Chernobyl als Regisseur mitgewirkt hatte. Aufgrund seines straffen Zeitplans wurde Anfang 2021 bekannt, dass er durch Kantemir Balagow ersetzt werden sollte. Letztendlich führte Mazin selbst beim Piloten Regie.
Die Vorproduktion begann am 15. März 2021 und dauerte bis einschließlich 2. Juli 2021. Die Dreharbeiten zur ersten Staffel sollten ursprünglich am 5. Juli 2021 in Calgary in Kanada starten und bis 8. Juni 2022 andauern. Der Drehstart wurde jedoch um eine Woche, auf den 12. Juli 2021 verschoben. Die Dreharbeiten der ersten Staffel waren, 11 Monate später, im Juni 2022 abgeschlossen. In Calgary wurde unter anderem am Calgary Courts Centre und an der Mount Royal University gedreht. Kanadische Drehorte außerhalb von Calgary waren unter anderem die Kleinstädte Olds und Canmore, die Gemeinden Okotoks und High River und der Waterton-Lakes-Nationalpark.
Laut der kanadischen Künstlergewerkschaft IATSE 212 betrug das Produktionsbudget mehr als 10 Millionen kanadische Dollar pro Folge. Zu Drehbeginn wurde berichtet, dass die Serienproduktion die Aufwendigste sei, die je auf kanadischem Boden stattfand. Jedoch wurde auch in den USA, in Kansas City und entlang der Interstate 435 (sowohl in Kansas als auch in Missouri) gedreht.

## Episodenliste

### Staffel 1
| Nr. (ges.) | Nr. (St.) | Deutscher Titel                         | Originaltitel                    | Erstveröffentlichung USA | Deutschsprachige Erstveröffentlichung (D/A/CH) | Regie          | Drehbuch                     |
| --- | --------- | --------------------------------------- | -------------------------------- | ------------------------ | ---------------------------------------------- | -------------- | ---------------------------- |
| 1 | 1         | Wenn Du in der Dunkelheit verloren bist | When You’re Lost in the Darkness | 15. Jan. 2023            | 16. Jan. 2023                                  | Craig Mazin    | Craig Mazin & Neil Druckmann |
| Im Jahr 2003 bricht mitten in der Nacht durch einen mutierten Cordyceps-Pilz eine Pandemie aus, in der infizierte Menschen andere brutal anfallen und töten. Joel Miller versucht mit seiner 14-jährigen Tochter Sarah und seinem Bruder Tommy zu flüchten. Bei der Flucht wird Sarah allerdings verletzt und beide von Tommy getrennt. Joel flieht mit der verletzten Sarah, wird aber von einem Soldaten in die Enge getrieben, der auf die beiden schießt. Tommy tötet den Soldaten, aber Sarah wird tödlich verwundet und stirbt in Joels Armen. Zwanzig Jahre später, im Jahr 2023, nachdem die globale Pandemie die menschliche Zivilisation zerstört hat, lebt Joel in einer militärischen Quarantänezone in Boston, Massachusetts, die von der Federal Disaster Response Agency (FEDRA) verwaltet wird. Er und seine Partnerin Tess schmuggeln und verkaufen Schmuggelware. Joel plant, nach Wyoming aufzubrechen, um Tommy zu suchen, zu dem er den Kontakt verloren hat. Die vierzehnjährige Ellie wird von den Fireflies festgehalten, einer Widerstandsgruppe gegen die FEDRA. Ihre Anführerin Marlene enthüllt, dass sie Ellie als Kind zu ihrem Schutz in die FEDRA-Militärschule gesteckt hat, nun aber plant, sie nach Westen zu bringen. Joel und Tess kaufen eine Autobatterie von Robert, werden aber betrogen, da er sie an die Fireflies verkauft hat. Sie stellen fest, dass Robert und die meisten Fireflies tot sind und treffen auf die verwundetete Marlene und Ellie. Marlene bittet Joel und Tess, Ellie im Tausch gegen Vorräte zum Massachusetts State House zu bringen; sie akzeptieren. Das Trio wartet bis zum Einbruch der Nacht, um aufzubrechen. Sie werden von einem Soldaten aufgegriffen und gezwungen, sich einer Infektionskontrolle zu unterziehen. Ellie sticht dem Soldaten ins Bein. Er droht, Ellie zu erschießen, was Joel an Sarahs Tod erinnert und er den Soldaten zu Tode prügelt. Ellies Scan ist positiv, aber sie schwört, dass sie nicht infiziert ist, da sie Wochen zuvor gebissen wurde. Joel, Tess und Ellie betreten ein biologisch verseuchtes Gebiet im Bostoner Geschäftsviertel, um vor den verfolgenden Soldaten zu fliehen, während die Infizierten in der Ferne lauern. |           |                                         |                                  |                          |                                                |                |                              |
| 2 | 2         | Infiziert                               | Infected                         | 22. Jan. 2023            | 23. Jan. 2023                                  | Neil Druckmann | Craig Mazin                  |
| Im Jahr 2023 halten Joel und Tess Ellie mit vorgehaltener Waffe fest und wollen wissen, warum sie den Auftrag hatten, sie zu eskortieren. Ellie enthüllt, dass die Fireflies ein geheimes Lager im Westen eingerichtet haben, in dem Ärzte an einem Impfstoff arbeiten, der die Infektion verhindern soll, und dass ihre DNA der Schlüssel zum Erfolg sein könnte. Joel verlangt, dass sie in die Quarantänezone zurückkehren, aber Tess, die immer noch an Ellies Immunität zweifelt, überzeugt ihn davon, ihre Abmachung einzuhalten, da die Fireflies ihnen immer noch Vorräte und die Batterie geben werden. Als sich die Gruppe auf den Weg zum Massachusetts State House macht, entdeckt Tess ein Rudel Infizierter, das ihnen den Weg versperrt. Sie erklärt Ellie, dass der Pilz nicht infizierte Menschen über weite Entfernungen wahrnehmen kann und seine Wirte zu ihnen zieht. Tess schlägt vor, durch ein Museum zu gehen. Ein Dacheinsturz lockt zwei „Clicker“ an, mutierte Wirte, die sich nur durch Geräusche fortbewegen können. Ellie wird erneut gebissen und Joel und Tess töten die Clicker. Als sie im State House ankommen, finden sie die Fireflies tot vor; Joel findet Hinweise auf eine Infektion und vermutet, dass sie sich gegenseitig umgebracht haben. Tess versucht, Hinweise darauf zu finden, wohin sie als Nächstes gehen sollen, aber Joel sagt ihr, dass der Job erledigt ist und sie nach Hause zurückkehren werden. Tess weigert sich jedoch, und zeigt ihm einen Bissabdruck an ihrem Hals. Sie verrät, dass Ellies Bissstelle bereits verheilt ist, was ihre Immunität beweist. Joel erschießt einen infizierten Firefly, der versucht, sie anzugreifen, und verrät damit anderen infizierten Wirten in der Stadt ihren Standort. Tess sagt Joel, er solle Ellie zu den anderen Schmugglern Bill und Frank bringen. Sie bedeckt den Raum mit Benzin und Granaten, während Joel und Ellie gehen. Ein infizierter Mann beginnt mit der Umwandlung von Tess, als sie das Gebäude in Brand setzt und die Kreaturen tötet. Joel und Ellie sehen zu, wie das State House explodiert, bevor Joel weiterzieht. |           |                                         |                                  |                          |                                                |                |                              |
| 3 | 3         | Liebe mich, wie ich es will             | Long, Long Time                  | 29. Jan. 2023            | 30. Jan. 2023                                  | Peter Hoar     | Craig Mazin                  |
| Joel und Ellie reisen zu Fuß nach Lincoln, Massachusetts, und suchen nach seinen versteckten Vorräten, während Ellie in den Keller geht und einen eingeschlossenen Infizierten ersticht. Als sie auf einen Haufen menschlicher Skelette stoßen, erklärt Joel, dass das Militär einige Überlebende getötet hat, um Nahrung und Wohnraum zu sparen. Zwanzig Jahre zuvor, in Lincoln, überwacht Bill die Evakuierung aus einem unterirdischen Bunker nach dem Ausbruch der Seuche. Er durchwühlt verlassene Geschäfte nach Vorräten und Materialien, um einen Generator, einen elektrischen Zaun und Fallen zu bauen. Vier Jahre später trifft er auf Frank, der um eine warme Mahlzeit, eine Dusche und frische Kleidung bittet. Er und Bill spielen Long, Long Time auf dem Klavier. Er stellt fest, dass Bill noch nie einen romantischen Partner hatte. Frank küsst ihn, und sie schlafen miteinander. Drei Jahre später lädt Frank Tess und Joel ein, ein Schmuggelgeschäft aufzubauen. Joel überzeugt den misanthropischen Bill, Franks Plan zu akzeptieren, indem er ihn auf Schwachstellen in der Stadtverteidigung hinweist, die er beheben kann. Später versuchen Plünderer, in die Stadt einzudringen, und verletzen Bill, bevor sie von seinen Verteidigungsanlagen zurückgeschlagen werden. Zehn Jahre später ist Frank ist durch eine degenerative Krankheit in seiner Beweglichkeit eingeschränkt und bittet Bill, ihm beim Sterben zu helfen. Bill zieht Frank neue Anzüge an, und sie heiraten in ihrem Wohnzimmer. Nach dem Abendessen gibt Bill eine tödliche Dosis Schlaftabletten in Franks Wein und enthüllt, dass er auch sein eigenes Getränk mit einem Schuss versetzt hat, und gibt zu, dass er ohne Frank nicht leben möchte. Sie ziehen sich in ihr Zimmer zurück. Einige Wochen später erreichen Joel und Ellie Lincoln. Ellie findet einen Brief von Bill, der an Joel adressiert ist und ihm seinen Truck, seine Waffen und alle benötigten Vorräte überlässt. Bill beschreibt, wie die Pflege und der Schutz von Frank ihm ein Ziel gegeben haben, und erklärt, dass er und Joel die Aufgabe haben, zu retten und zu schützen, was ihnen wichtig ist. Als Joel erfährt, dass Bill sich auf Tess bezog, wird er emotional. Er und Ellie beschließen, mit Bills Truck nach Wyoming zu fahren, um Tommy zu finden, der vielleicht helfen kann, Ellie zu den Fireflies zu bringen. Joel stellt neue Regeln für Ellie auf: Keiner von ihnen darf Tess oder ihre Geschichte ansprechen; Ellie muss ihren Zustand geheim halten und sie muss Joels Anweisungen befolgen. Sie decken sich mit Vorräten aus Bills Versteck ein; ohne dass Joel es merkt, findet Ellie eine Waffe und versteckt sie in ihrem Rucksack. Die beiden fahren weg, während Long, Long Time auf Kassette läuft. |           |                                         |                                  |                          |                                                |                |                              |
| 4 | 4         | Niemand wird uns finden                 | Please Hold to My Hand           | 5. Feb. 2023             | 6. Feb. 2023                                   | Jeremy Webb    | Craig Mazin                  |
| Auf ihrer Reise durch Missouri müssen Joel und Ellie einen Umweg über Kansas City machen, wo sie in einen Hinterhalt geraten. Joel tötet zwei Angreifer, bevor ein dritter ihn überwältigt ihn und beinahe tötet. Ellie erschießt den Angreifer mit Franks Pistole, die Joel ihr danach abnimmt. Kathleen, die Anführerin der Angreifer lässt nach Ellie und Joel suchen, von denen sie annimmt, sie könnten einen Henry kennen. Joel gibt ihr schließlich die Pistole zurück. Perry, ein Mitglied von Kathleens Gruppe glaubt, Henrys Versteck gefunden zu haben. Unter dem Gebäude wächst etwas, was Kathleen vor dem Rest der Gruppe verheimlichen will, bis sie Henry gefunden haben. Joel und Ellie übernachten in einem Hochhaus und wollen am nächsten Tag einen Weg aus der Stadt suchen. Als sie aufwachen, werden sie von Henry und seinem Bruder Sam mit einer Waffe bedroht. |           |                                         |                                  |                          |                                                |                |                              |
| 5 | 5         | Ertragen und Überleben                  | Endure and Survive               | 10. Feb. 2023            | 11. Feb. 2023                                  | Jeremy Webb    | Craig Mazin                  |
| Henry und Sam schließen einen Waffenstillstand mit Joel und Ellie. Henry schlägt vor, dass sie gemeinsam aus der Stadt fliehen und dabei unterirdische Tunnelrouten benutzen, die nur Henry kennt. Joel stimmt dem widerstrebend zu. Henry erzählt Joel, dass er für den Tod von Kathleens Bruder verantwortlich war und ihn im Tausch gegen Sams Leukämie-Medikamente an die FEDRA ausgeliefert hat. Ellie und Sam freunden sich derweil an. Nachdem sie durch die Tunnel geflohen sind, wird die Gruppe von einem Scharfschützen aus einem Gebäude angegriffen. Joel tötet den Schützen, der aber zuvor noch Kathleen anfunken konnte, die mit ihrer Gruppe eintrifft. Bevor Kathleen Henry töten kann, taucht eine Horde Infizierter aus dem Untergrund auf, darunter ein großer „Bloater“, der Perry enthauptet, und ein Kinder-„Clicker“, der Kathleen tötet. Nachdem die Gruppe in ein Motel geflohen ist, zeigt Sam Ellie, dass er am Bein gebissen wurde. Am nächsten Morgen greift der infizierte Sam Ellie an. Henry tötet ihn und danach sich selbst. Joel und Ellie begraben sie und reisen weiter Richtung Westen. |           |                                         |                                  |                          |                                                |                |                              |
| 6 | 6         | Familie                                 | Kin                              | 19. Feb. 2023            | 20. Feb. 2023                                  | Jasmila Žbanić | Craig Mazin                  |
| Drei Monate danach erreichen Joel und Ellie eine kleine Gemeinde in Jackson, Wyoming, wo Joel wieder auf seinen Bruder Tommy trifft. Dessen Frau Maria ist schwanger. Ellie erfährt durch Maria von Sarahs Schicksal. Joel vertraut Tommy an, dass Ellie immun ist und bittet Tommy, Ellie zu den Fireflies zu bringen, da er befürchtet, sie nicht beschützen zu können. Ellie belauscht die beiden und stellt Joel zur Rede, der darauf besteht, dass sich ihre Wege trennen müssen. Er ändert seine Meinung erst, nachdem er sich an Sarah erinnert und reitet mit Ellie nach Colorado. Sie finden heraus, dass die Fireflies ihren Stützpunkt verlassen haben und wahrscheinlich in ein Krankenhaus in Utah umgezogen sind. Unterwegs müssen sie vor einer Gruppe von Plünderern fliehen. Als einer von ihnen Joel angreift, tötet dieser den Angreifer, wird aber dabei niedergestochen. Joel und Ellie können zunächst entkommen, aber Joel ist durch die Verletzung zu stark geschwächt und kann nicht weiter reiten. Ellie weiß nicht, wie sie weiter vorgehen soll. |           |                                         |                                  |                          |                                                |                |                              |
| 7 | 7         | Zurückgelassen                          | Left Behind                      | 26. Feb. 2023            | 27. Feb. 2023                                  | Liza Johnson   | Neil Druckmann               |
| Ellie und der verletzte Joel suchen Schutz in einem verlassenen Haus. Joel befürchtet, dass er bald stirbt und drängt Ellie, allein weiter zu reiten. In einer Rückblende erinnert sich Ellie an ihre Zeit in der FEDRA-Schule, die sie zusammen mit ihrer besten Freundin Riley besucht hatte. Ellie stritt sich dort mit ihren Mitschülern. Riley lief von der Schule weg und wurde vermisst. Nach ihrer Rückkehr offenbart sie Ellie gegenüber, dass sie sich den Fireflies angeschlossen hat. Sie nimmt Ellie mit zu einem verlassenen Einkaufszentrum, wo sie einen Fotoautomaten, eine Spielhalle und ein Karussell erkunden. Riley erzählt Ellie, dass die Fireflies ihr einen Posten in Atlanta zugewiesen haben und dass es ihre letzte Nacht in Boston sein wird. Ellie ist verärgert und überredet Riley, zu bleiben. Beide küssen sich. Ein Infizierter greift die beiden an und beißt sowohl Ellie als auch Riley. Ellie tötet den Infizierten. Unter Tränen beschließen beide, zusammenzubleiben und abzuwarten, bis die Infektion sich ausbreitet. In der Gegenwart findet Ellie schließlich eine Nähnadel und näht Joels Wunde zu. |           |                                         |                                  |                          |                                                |                |                              |
| 8 | 8         | Wenn wir in Not sind                    | When We Are in Need              | 5. März 2023             | 6. März 2023                                   | Ali Abbasi     | Craig Mazin                  |
| Ellie verlässt Joel, um nach Nahrung zu suchen. Nachdem sie ein Reh geschossen hat, verfolgt sie das verwundete Tier und trifft auf den Prediger David und dessen Begleiter James. Sie tauscht ihr Reh gegen Penicillin ein. David offenbart, dass der Mann, der Joel mit dem Messer angegriffen hatte, ein Mitglied seiner Gruppe war. Ellie verlässt beide, um Joel zu behandeln. Am nächsten Tag entdeckt sie, dass David und seine Männer ihr gefolgt sind, um sich an Joel zu rächen. Sie versucht zunächst, die Angreifer von Joel wegzulocken, wird dabei aber gefangen genommen. In Davids Lager wird klar, dass er seine Gruppe mit Menschenfleisch ernährt. Währenddessen erwacht Joel und greift Davids Männer an. Er foltert sie, damit sie ihm Ellies Aufenthaltsort verraten. David und James wollen Ellie töten, die aber James töten und fliehen kann. David jagt sie und versucht, Ellie zu vergewaltigen. Sie tötet auch ihn mit einem Fleischerbeil. Joel findet die traumatisierte Ellie vor dem brennenden Gemeindezentrum der Gruppe und tröstet sie. |           |                                         |                                  |                          |                                                |                |                              |
| 9 | 9         | Suche nach dem Licht                    | Look for the Light               | 12. März 2023            | 13. März 2023                                  | Ali Abbasi     | Craig Mazin & Neil Druckmann |
| In einer Rückblende wird Ellies Mutter Anna von einem Infizierten gebissen, kurz bevor sie Ellie zur Welt bringt. Sie wird von Marlene gefunden, die Ellie zögernd aufnimmt und Anna auf deren Wunsch hin tötet. In der Gegenwart erzählt Joel Ellie von seinem Selbstmordversuch nach Sarahs Tod. Firefly-Soldaten nehmen Ellie gefangen und schlagen Joel bewusstlos. Nachdem Joel in einem Krankenhaus aufgewacht ist, erklärt Marlene, dass die Ärzte Ellie für eine Operation vorbereiten, um damit ein Heilmittel zu entwickeln. Joel protestiert scharf, als klar wird, dass Ellie den Eingriff nicht überleben wird. Marlene lässt Joel abführen. Er kann entkommem und tötet mehrere Firefly-Soldaten, auch solche, die sich ergeben wollen. Joel tötet auch den Chirurg, der den Eingriff an Ellie vornehmen will, da er sich sein Leben ohne die 14-jährige nicht mehr vorstellen kann. Danach trägt er die bewusstlose Ellie aus dem Krankenhaus. Marlene fängt sie ab. Sie behauptet, es sei noch Zeit, ein Heilmittel zu finden. Joel tötet auch sie, da er weiß, dass sie Ellie verfolgen würde. Als Ellie erwacht, lügt Joel und erzählt ihr, dass es viele immune Menschen gäbe, aber es nicht möglich sei, ein Heilmittel herzustellen. Als sie nach Jackson weiterwandern, lässt Ellie Joel schwören, dass seine Geschichte über die Fireflies wahr ist. Er schwört und obwohl Ellie anscheinend an seiner Geschichte zweifelt, antwortet sie nur „Okay“. |           |                                         |                                  |                          |                                                |                |                              |

### Staffel 2
| Nr. (ges.) | Nr. (St.) | Deutscher Titel | Originaltitel      | Erstveröffentlichung USA | Deutschsprachige Erstveröffentlichung (D/A/CH) | Regie              | Drehbuch                                   |
| --- | --------- | --------------- | ------------------ | ------------------------ | ---------------------------------------------- | ------------------ | ------------------------------------------ |
| 10 | 1         | Future Days     | Future Days        | 13. Apr. 2025            | 14. Apr. 2025                                  | Craig Mazin        | Craig Mazin                                |
| Fünf Jahre nach den Ereignissen im Krankenhaus der Fireflies leben Joel und Ellie in Jackson, Wyoming. Das Verhältnis der beiden ist angespannt. Joel geht zu Psychotherapeutin Gail, auch um über das Verhältnis zu Ellie zu sprechen. Bei einer Therapiesitzung gibt Gail zu, dass sie Joel die Tötung ihres Mann Eugene sehr übel nimmt. Auf einer Patrouille finden Ellie und ihre Freundin Dina ein Infizierten-Nest in einem Supermarkt. Ellie tötet eine neue Art von Infizierten, die sie lautlos und listenreich verfolgt. Ellie und Dina küssen sich auf einer Party, was den Barbesitzer Seth zu einer homophoben Beleidigung veranlasst. Joel schlägt ihn dafür nieder, was Ellie verärgert, da sie seine Hilfe nicht brauchen würde. Durch ein gebrochenes Rohr dringen infizierte Wurzeln in Jackson ein. Währenddessen treffen am Rande der Stadt Abby und weitere Fireflies ein, die geschworen haben, Joel wegen des Krankenhausmassakers zu töten. |           |                 |                    |                          |                                                |                    |                                            |
| 11 | 2         | Durch das Tal   | Through the Valley | 20. Apr. 2025            | 21. Apr. 2025                                  | Mark Mylod         | Craig Mazin                                |
| Abbys Gruppe hat in einer Hütte in der Nähe von Jackson Unterschlupf gefunden. Während der Rest der Gruppe von der Größe der Stadt überrascht ist und eine Rückkehr diskutiert, will Abby weiterhin um jeden Preis Joel töten. Auf ihrem Beobachtungsposten rutscht Abby einen schneebedeckten Abhang herunter und weckt so versehentlich eine große Horde Infizierter, die sich unter dem Schnee versteckt hatte. Sie entkommt nur knapp der Horde und wird schließlich von Joel gerettet, der gemeinsam mit Dina auf Patrouille ist. Die Horde der Infizierten greift die Stadt Jackson an. In der Schlacht müssen die Bewohner von Jackson viele Verluste und schwere Zerstörungen erleiden. Abby führt Joel und Dina derweil zur Hütte, wo sie von Abbys Begleitern überwältigt werden. Abby gibt sich als Tochter des Firefly-Arztes zu erkennen, der von Joel im Krankenhaus getötet wurde. Sie schießt Joel ins Bein und foltert ihn brutal mit einem Golfschläger. Ellie findet unterdessen den Weg zur Hütte, wird aber von Abbys Gruppe niedergeschlagen und muss hilflos zusehen, wie Abby Joel mit dem Griff des abgebrochenen Golfschlägers ersticht. Ellie schwört daraufhin, Abby zu töten. Abbys Gruppe begibt sich auf den Rückweg und lässt Ellie und Dina in der Hütte zurück. Nachdem Ellies Patrouillenpartner Jesse eingetroffen ist, kehren die drei mit Joels Leiche nach Jackson zurück. |           |                 |                    |                          |                                                |                    |                                            |
| 12 | 3         | Der Weg         | The Path           | 27. Apr. 2025            | 28. Apr. 2025                                  | Peter Hoar         | Craig Mazin                                |
| Nach drei Monaten im Krankenhaus wird Ellie entlassen und erfährt von Dina, dass Joels Mörder Mitglieder der Washington Liberation Front (WLF) aus Seattle sein müssen. Auf einer Versammlung sprechen sich mehrere Bürger von Jackson dagegen aus, eine Gruppe nach Seattle zu schicken, um Abby und ihre Begleiter dort aufzuspüren. Ellie erklärt, dass man Joels Mörder aus Gründen der Gerechtigkeit und nicht der Rache finden müsse. Der Barbesitzer Seth, auf den Ellie wegen der homophoben Beleidigung immer noch nicht gut zu sprechen ist, unterstützt sie lautstark. Der Stadtrat lehnt ihren Vorschlag dennoch ab. Ellie stellt Waffen und Ausrüstung zusammen und plant, allein nach Seattle aufzubrechen. Dina schließt sich ihr an. Dabei hilft ihnen Seth, der ihnen auch sein besseres Gewehr überlässt. Am nächsten Morgen besucht Ellie Joels Grab und hinterlässt dort Kaffeebohnen. Später stoßen Ellie und Dina im Wald auf zahlreiche Leichen, darunter ein kleines Kind. Sie erreichen bald darauf die Stadtgrenze von Seattle. Währenddessen marschiert ein Konvoi mit zahlreichen WLF-Soldaten, begleitet von gepanzerten Fahrzeugen, durch die Straßen der Stadt. |           |                 |                    |                          |                                                |                    |                                            |
| 13 | 4         | Tag Eins        | Day One            | 4. Mai 2025              | 5. Mai 2025                                    | Kate Herron        | Craig Mazin                                |
| Isaac Dixon tötet 2018 seine ganze Einheit der Federal Disaster Response Agency (FEDRA) und wechselt zur WLF. Elf Jahre später verhört und foltert Isaac, der nun der Anführer der WLF ist, einen Seraphiten. Als dieser sich trotz der Folter weigert, die Pläne seiner Gruppe preiszugeben, wird er von Isaac getötet. Ellie und Dina finden in Seattle Überbleibsel der Auseinandersetzungen zwischen der FEDRA und der WLF. Sie verstecken sich in einem Musikgeschäft, in dem Ellie eine Gitarre findet und für Dina Take On Me vorträgt. In der Nacht finden sie die Leichen mehrerer WLF-Soldaten, die offenkundig von den Seraphiten ermordet wurden. Sie entkommen nur knapp der eintreffenden Verstärkung der WLF. Auf der Flucht durch einen alten U-Bahn-Tunnel werden sie von unzähligen Infizierten angegriffen, die alle WLF-Soldaten im Tunnel töten. Ellie lässt sich beim Kampf von einem Infizierten beißen, um Dina zu retten. Dina will daraufhin Ellie erschießen, bevor sie sich in eine Infizierte verwandelt. Ellie kann Dina jedoch schließlich überzeugen, dass sie immun gegen den Pilz ist. Dina gesteht Ellie, dass sie schwanger ist. Beide versöhnen sich und haben Sex. Über ein Funkgerät der WLF hören sie am nächsten Morgen, dass die WLF, darunter auch Abbys Freundin Nora, im Lakehill-Krankenhaus stationiert sind. Ellie will sofort dahin aufbrechen. Dina begleitet sie trotz ihrer Schwangerschaft. |           |                 |                    |                          |                                                |                    |                                            |
| 14 | 5         | Spür ihre Liebe | Feel Her Love      | 11. Mai 2025             | 12. Mai 2025                                   | Stephen Williams   | Craig Mazin                                |
| Im Lakehill-Krankenhaus von Seattle befragt der WLF Commander Hanrahan Sergeant Elise Park über einen Einsatz zur Räumung des Krankenhauskellers. Dabei hatte eine Streife entdeckt, dass sich der Cordyceps nun auch über die Luft ausbreitet, woraufhin der Keller versiegelt und die Streife, darunter Parks Sohn Leon, dort eingeschlossen wurde. Hanrahan lobt die Entscheidung und befiehlt, den neuen Übertragungsweg über die Luft so weit wie möglich geheim zu halten. Auf dem Weg zum Lakehill-Krankenhaus finden Ellie und Dina weitere tote Seraphiten. In einem alten Lagerhaus stoßen sie auf zahlreiche Infizierte und werden in letzter Minute von Jesse gerettet, der ihnen mit Tommy nach Seattle gefolgt ist. Die durch den Schusswechsel mit den Infizierten alarmierte WLF verfolgt die drei bis zu einem Park. Dort sehen Ellie, Dina und Jesse, wie Seraphiten einen WLF-Soldaten ausweiden. Dina wird von einem Pfeil getroffen und von Jesse aus dem Park getragen. Ellie lockt die Seraphiten zur Ablenkung in eine andere Richtung. Nachdem sie ihnen entkommen kann, setzt sie allein ihren Weg zum Krankenhaus fort. Sie findet Nora im Krankenhaus und verfolgt sie bis in den versiegelten Keller, der mit Cordyceps-Sporen bedeckt ist. Nora wird über die Luft infiziert und versteht nun, dass Ellie das immune Mädchen ist. Sie berichtet Ellie von Joels Morden im Krankenhaus. Ellie sagt ihr, dass sie bereits weiß, was Joel getan hat. Sie foltert Nora mit einem Metallrohr, um Abbys Aufenthaltsort zu erfahren. |           |                 |                    |                          |                                                |                    |                                            |
| 15 | 6         | Der Preis       | The Price          | 18. Mai 2025             | 19. Mai 2025                                   | Neil Druckmann     | Neil Druckmann, Halley Gross & Craig Mazin |
| Mehrere Rückblenden zeigen Joels Vergangenheit. 1983 beschützt er seinen Bruder Tommy vor seinem Vater Javier. Er erzählt Joel, dass sein Vater ihn noch viel härter geschlagen habe. Er versuche, ein besserer Vater zu sein und hoffe, dass Joel es bei seinen eigenen Kindern noch besser machen werde als er. Weitere Rückblenden zeigen Ellies Geburtstage in den letzten Jahren. Zu ihrem fünfzehnten Geburtstag schenkt Joel ihr eine von ihm restaurierte Gitarre. An ihrem sechzehnten Geburtstag nimmt er sie in ein verlassenes Museum mit, wo sie Ausstellungsstücke über die Raumfahrt bewundert. An ihrem siebzehnten Geburtstag kehrt Joel nach Hause zurück und findet Ellie in einem intimen Moment mit einem anderen Mädchen. Dies führt zu ersten Spannungen zwischen beiden. An ihrem neunzehnten Geburtstag darf Ellie Joel das erste Mal auf einer Patrouille begleiten. Dabei treffen sie auf Gails Ehemann Eugene, der von einem Infizierten gebissen worden ist. Joel will Eugene gemäß der Regeln sofort töten, verspricht dann aber Ellie, dass er Eugene nach Jackson zurückbringen wird, damit dieser sich dort von Gail verabschieden kann. Während Ellie die Pferde holt, führt Joel Eugene an ein Seeufer und tötet ihn. Nach der Rückkehr tröstet er Gail damit, dass Eugene sich lieber umbringen wollte, als sie zu gefährden. Ellie ist wütend über das von Joel gebrochene Versprechen und eröffnet Gail die Wahrheit. Neun Monate später, nach dem Silvesterabend, bei dem Joel Seth wegen seiner homophoben Bemerkung niedergeschlagen hat, konfrontiert Ellie Joel mit seinem Verhalten im Krankenhaus. Unter Tränen gesteht er alles, erklärt Ellie aber, dass er seine Entscheidungen nicht bereue. Ellie glaubt nicht, dass sie Joel je verzeihen könne, aber sie würde es gerne versuchen. In der Gegenwart kehrt Ellie, die zuvor Nora gefoltert hatte, in Seattle ins Theater zurück. |           |                 |                    |                          |                                                |                    |                                            |
| 16 | 7         | Konvergenz      | Convergence        | 25. Mai 2025             | 26. Mai 2025                                   | Nina Lopez-Corrado | Neil Druckmann, Halley Gross & Craig Mazin |
| Ellie ist erschüttert, wie brutal sie Nora gefoltert hat. Sie kehrt zu Dina und Jesse zurück und erzählt Dina, was Joel im Krankenhaus getan hat. Dina möchte daraufhin nach Jackson zurückkehren. Kurz darauf hören sie Schüsse und über den Funk der Fireflies hören sie von einem Scharfschützen, den Jesse für Tommy hält. Ellie entdeckt währenddessen ein nahegelegenen Aquarium, in dem sie Abby aufgrund der letzten Worte Noras vermutet. Auf der Fahrt zum Aquarium wird ihr Boot jedoch von einer großen Welle umgeworfen und mit letzter Kraft erreicht sie den Strand. Dort wird sie von einer Gruppe von Seraphiten gefangen genommen, die sie sofort töten wollen. Als jedoch die WLF unter Isaac einen groß angelegten Angriff auf die Seraphiten starten, überlassen sie Ellie ihrem Schicksal. Sie erreicht das Aquarium, in dem sie auf Owen und Mel trifft. Sie verlangt weitere Informationen über Abbys Aufenthaltsort. Als Owen nach einer Waffe greift, erschießt Ellie ihn. Die Kugel trifft aber auch die hochschwangere Mel, die Ellie anfleht, ihr Baby per Kaiserschnitt zur Welt zu bringen. Ellie ist zu geschockt und überfordert, um dies zu tun. Jesse und Tommy finden Ellie neben den Leichen von Owen und Mel und kehren mit ihr zum Theater zurück. Plötzlich taucht Abby im Theater auf, die Tommy verletzt und Jesse tötet. Sie bedroht Ellie, die Abby gegenüber offenbart, dass sie der Grund ist, dass Joel alle Menschen im Krankenhaus getötet hat und dass sie diejenige war, die Nora, Owen und Mel getötet hat. Ein Schuss ertönt. In einer Rückblende sieht man Abby drei Tage zuvor, wie sie von Manny geweckt wird, weil Isaac sie beide zu sich gerufen hat. |           |                 |                    |                          |                                                |                    |                                            |

## Rezeption

### Zuschauerzahlen
Schon ab der Erstausstrahlung der Premierenfolge galt The Last of Us als die erfolgreichste HBO-Serie seit Jahren. Die erste Folge sahen laut der Website Deadline 4,7 Mio. Zuschauer, das Staffelfinale bereits 8,2 Millionen. Bereits Mitte März 2023 wurden die ersten 6 Folgen der Serie im Schnitt und über alle Plattformen hinweg von ca. 30,4 Mio. Zuschauern gesehen. Als HBO-Serie war damit nur die letzte Staffel von Game of Thrones noch erfolgreicher, was die durchschnittlichen Zuschauerzahlen angeht.

### Kritiken
Erste Staffel
Die erste Staffel der Serie wurde allgemein sehr positiv aufgenommen. Auf der Rezensionen-Plattform Rotten Tomatoes erreichte die Serie einen Durchschnitt von 96 %, auf der Seite Metacritic einen Score von 84 und bei IMDb eine User-Bewertung von 8,8. Beinahe alle Rezensionen betonen, dass es der Serie gelinge, den „Videospiel-Fluch“ zu brechen, indem sie die Atmosphäre und Emotionalität der Vorlage hervorragend transportiere und auch unabhängig vom Spiel erzählerische Tiefe biete. Dabei heben zahlreiche Kritiken hervor, die Autoren würden sich sehr nah an der Spiel-Vorlage orientieren und diese gezielt durch neue Handlungsstränge vertiefen, während andere Kritiken vermerken, dass gerade die Abweichung vom Spiel The Last of Us zu einer großartigen Serie mache.
Philipp Gloeckner stellt in seiner Kritik auf diekritiken.de fest: „Storytechnisch lehnt sich die erste Staffel ziemlich eng an das erste Spiel an, obwohl sich die Serie weiterentwickelt und auf bestimmten Teilen aufbaut, sodass man das meiste wiedererkennen wird, wenn man das Spiel gespielt hat. Es mag traurig klingen, dass sie kaum etwas verändert haben, aber warum sollte man ein erfolgreiches Konzept ändern? Ich glaube nicht, dass es einen Zweifel daran gibt, dass dies die beste Verfilmung eines Videospiels aller Zeiten ist.“ Chris Schinke betont in seiner Kritik für den Filmdienst hingegen gerade die Abweichung vom Videospiel: „So zeigt sich 'The Last of Us' als tatsächlich seltene Ausnahme einer gelungenen Gameverfilmung, da die Serie nicht blindwütig die Logik und Ästhetik des Videospiels reproduziert wie so viele Spieleverfilmungen, sondern eine emotional nachhallende Erweiterung der erzählten Welt aufbietet.“
Sinem Kılıç hebt in ihrer Rezension auf Zeit Online hervor, der ersten Staffel gelinge es wie dem Videospiel, „menschlichem Verhalten in Extremsituationen mit seismografischer Genauigkeit nachzuspüren“ und lobt insbesondere die „großartigen schauspielerischen Leistungen von Pedro Pascal und Bella Ramsey“.

### Rezeption in der Popkultur
Zur Erstausstrahlung der ersten Staffel veröffentlichte Google im Januar 2023 ein Easter Egg: Bei der Suche nach The Last of Us wurde der Bildschirm allmählich von den Sporen des Cordyceps-Pilz überwuchert.

## Galerie

Impressionen zur Produktion der ersten Staffel
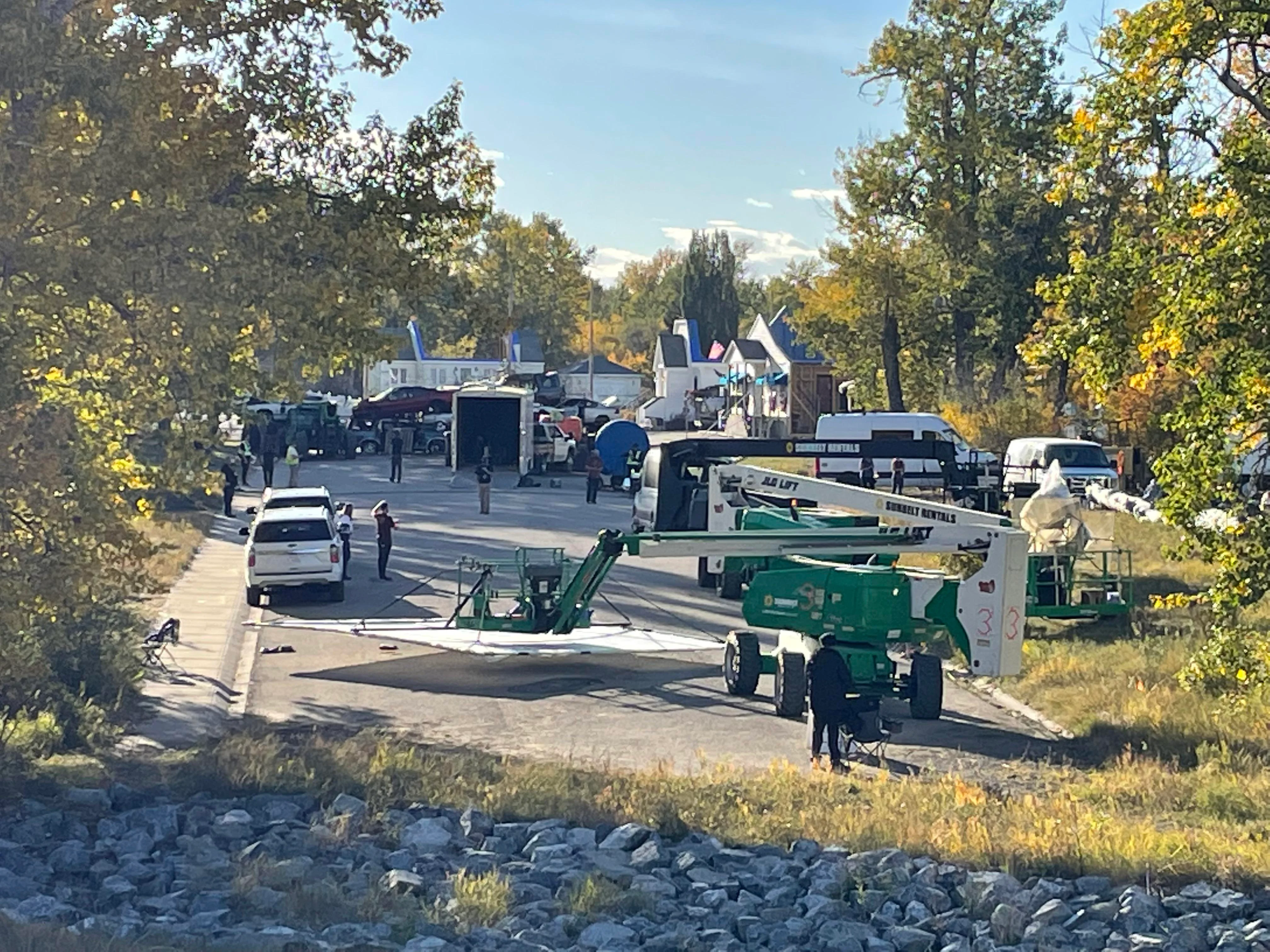
Produktion in High River
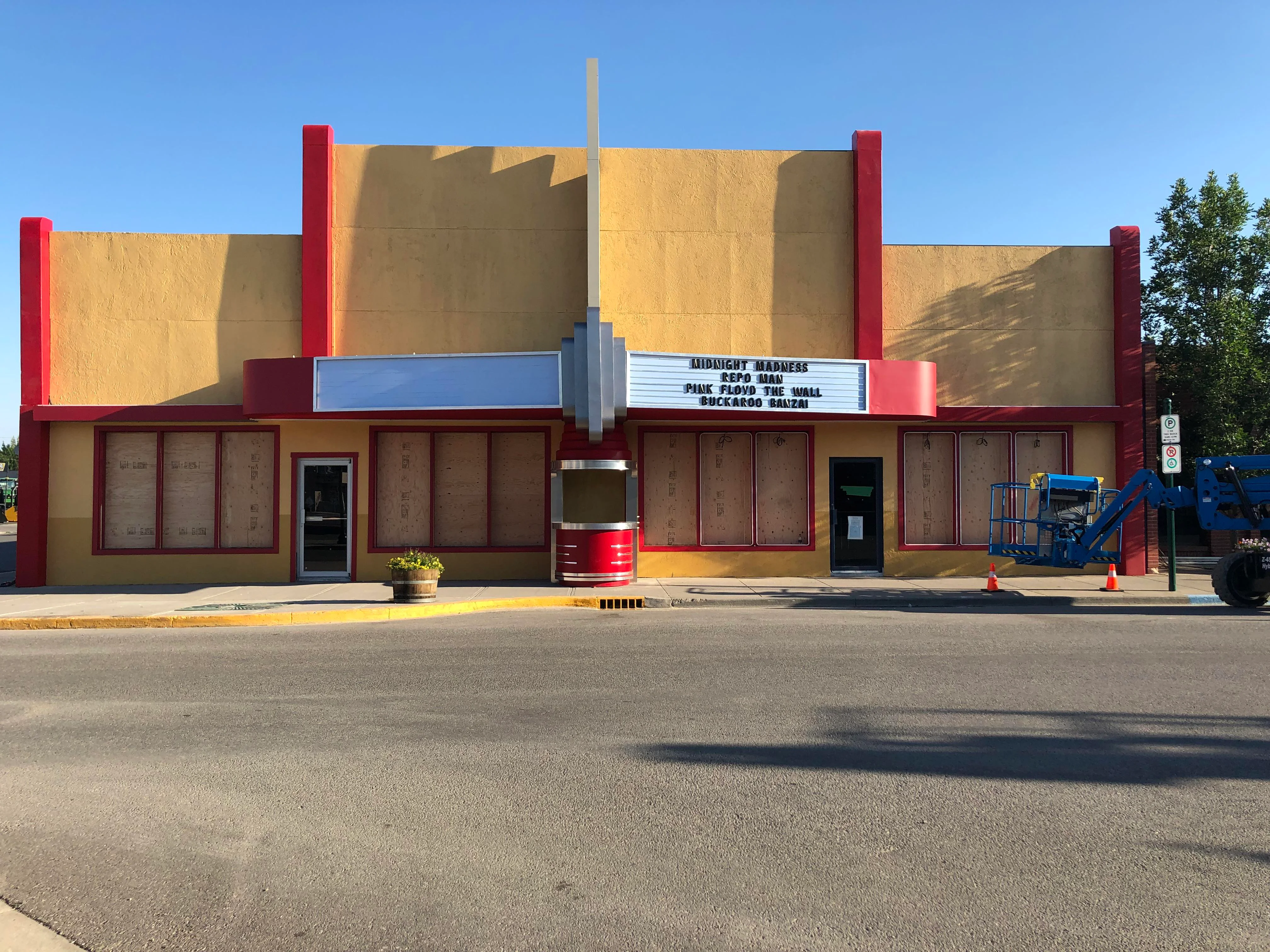
Produktion in Fort Macleod
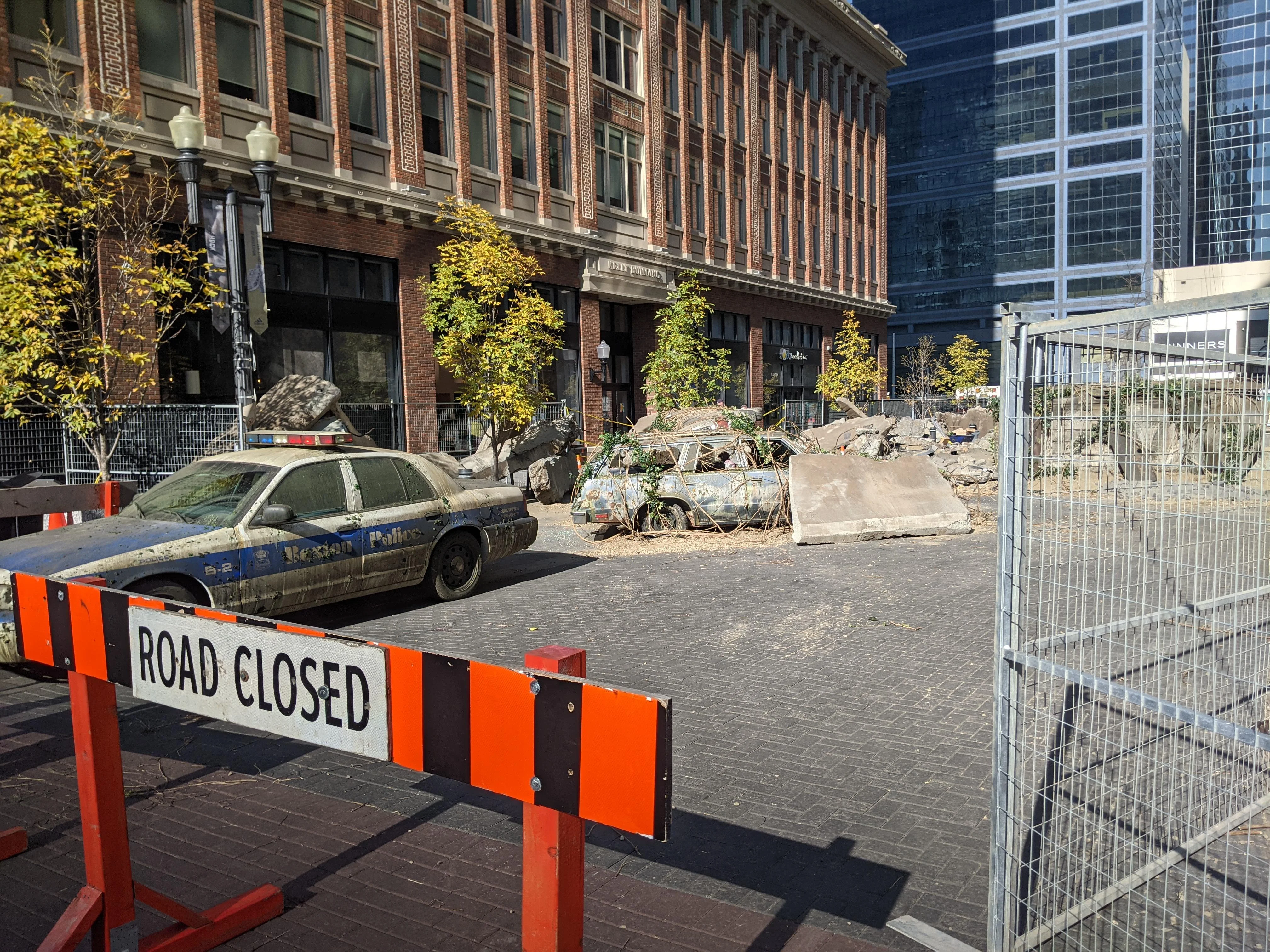
Produktion in Edmonton
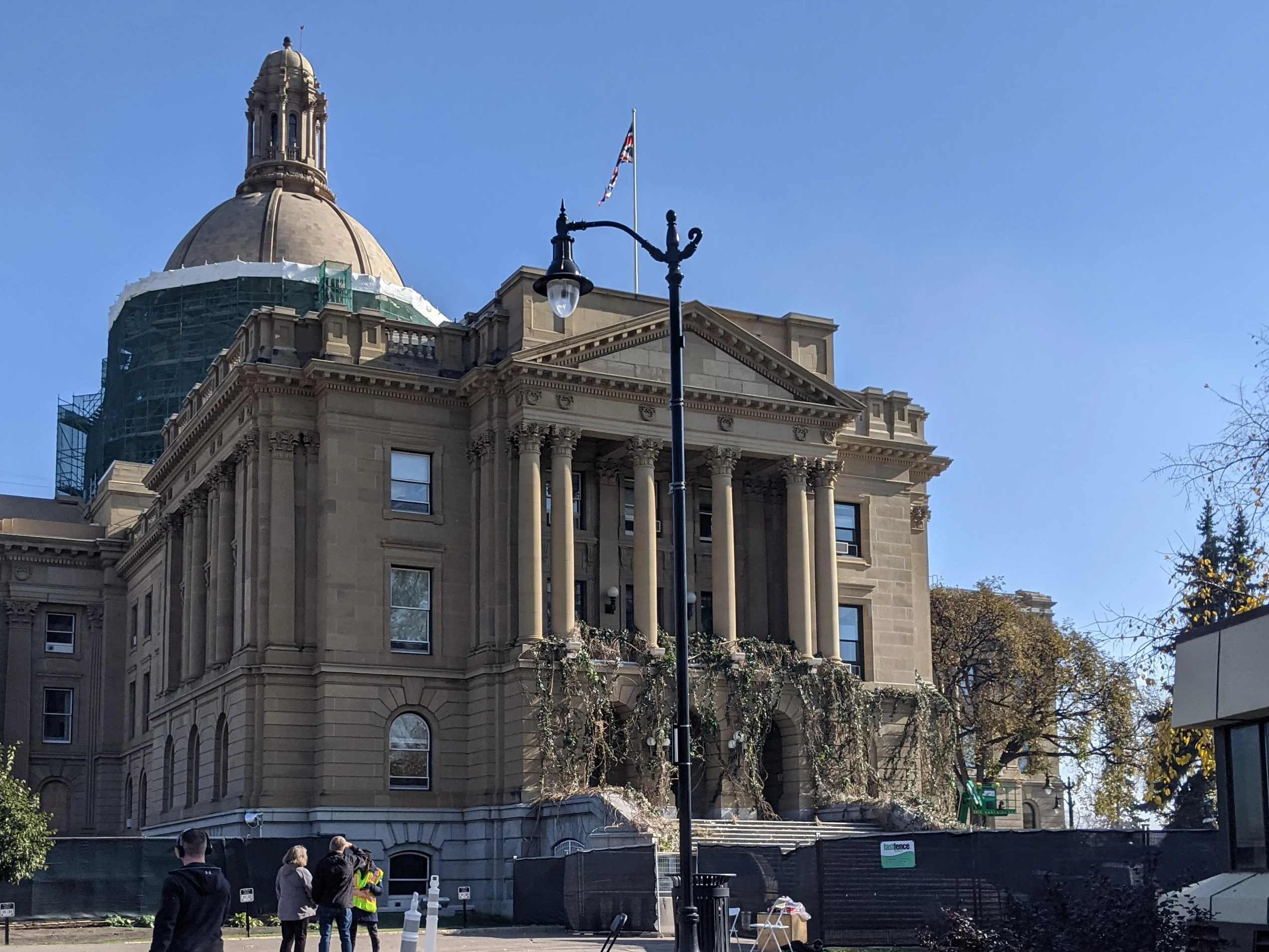
Produktion am Parlamentssitz von Alberta
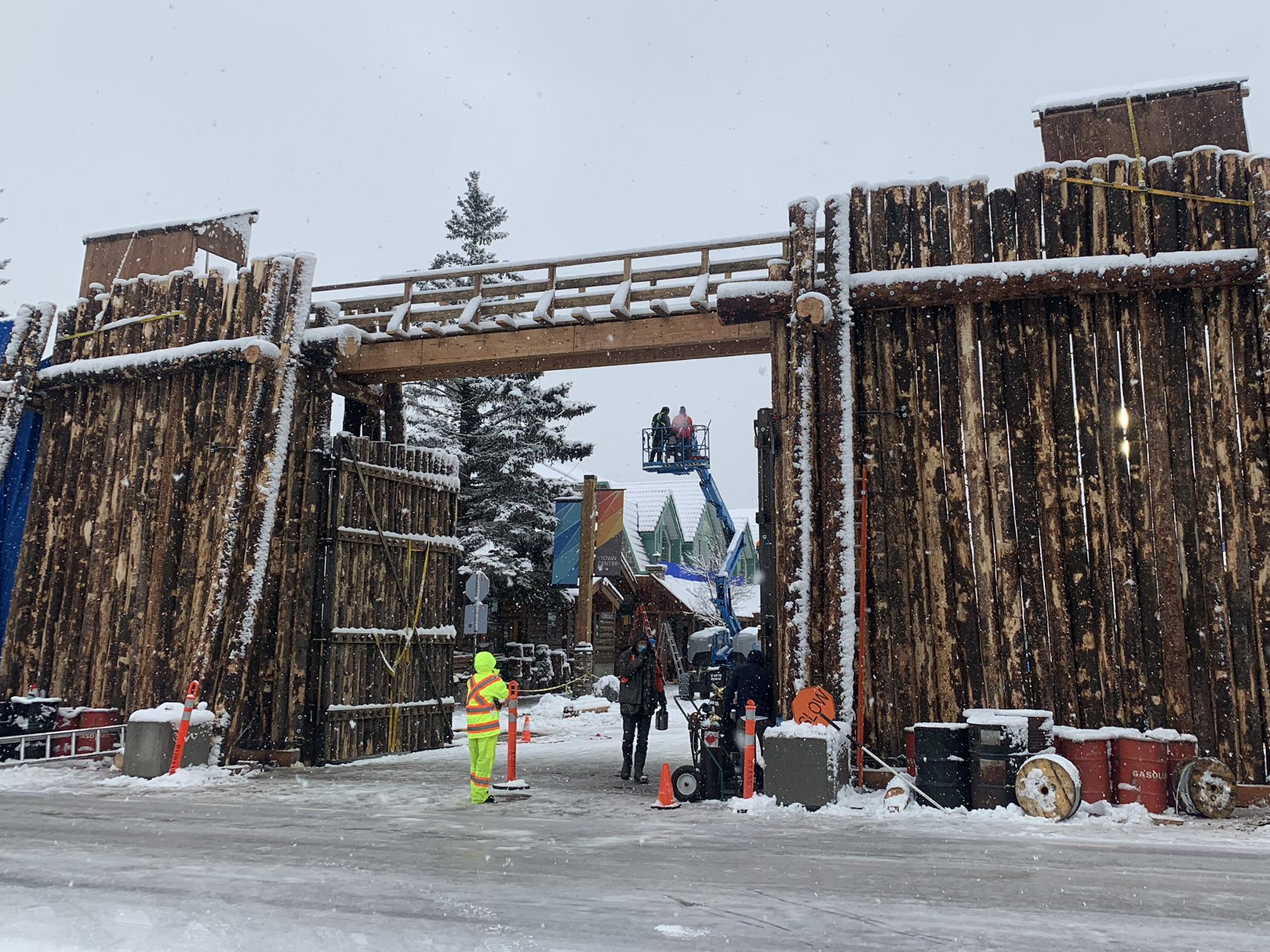
Produktion in Canmore (Alberta)
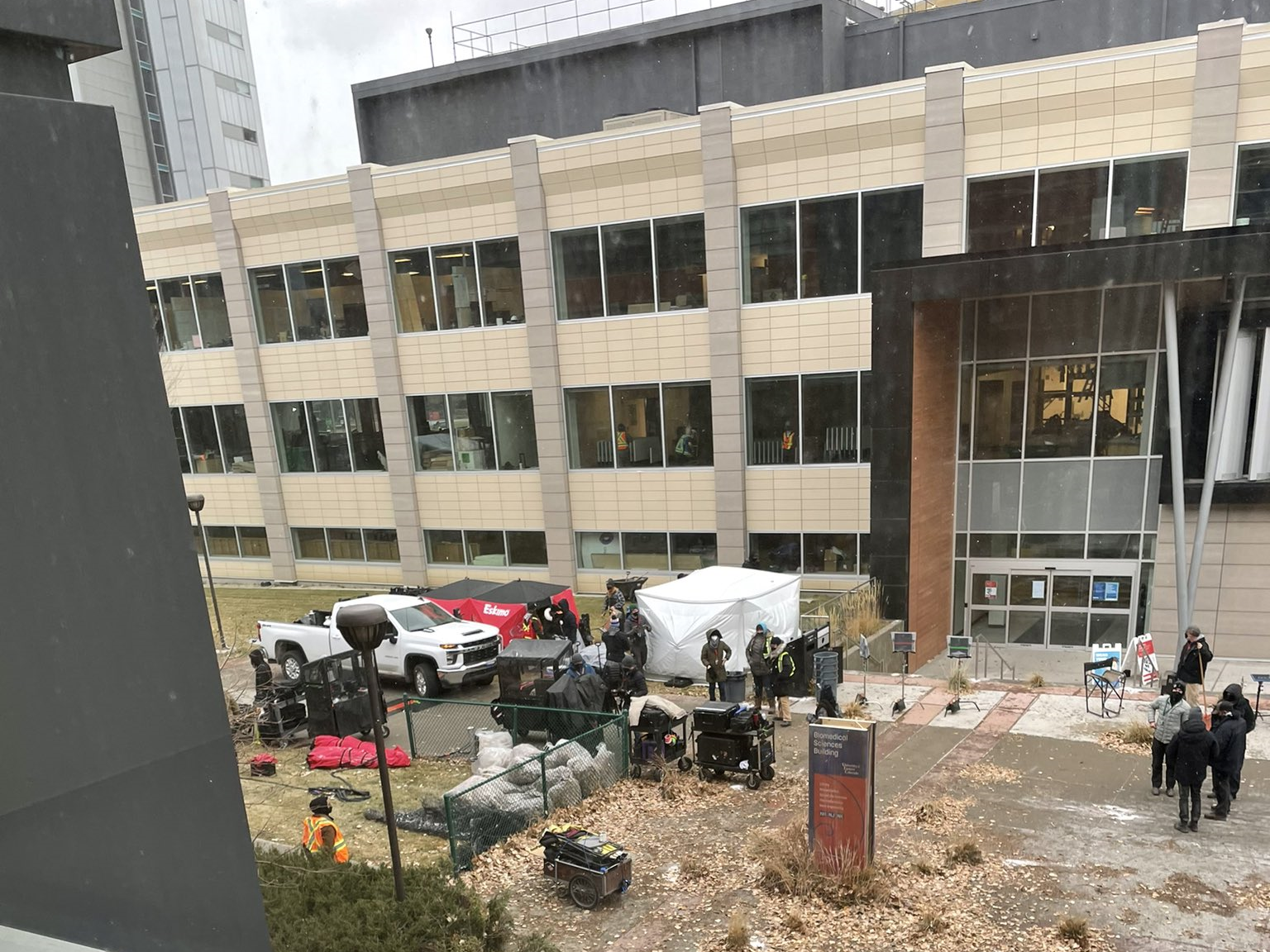
Produktion am Southern Alberta Institute of Technology in Calgary

Impressionen zur Produktion der zweiten Staffel
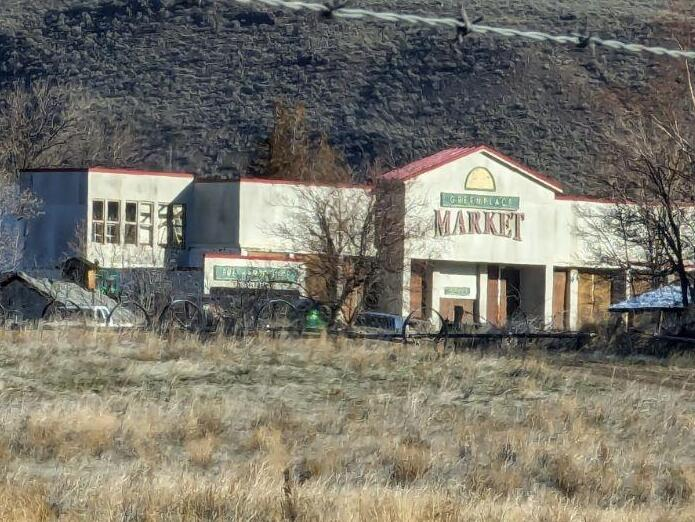
Filmset in Kamloops
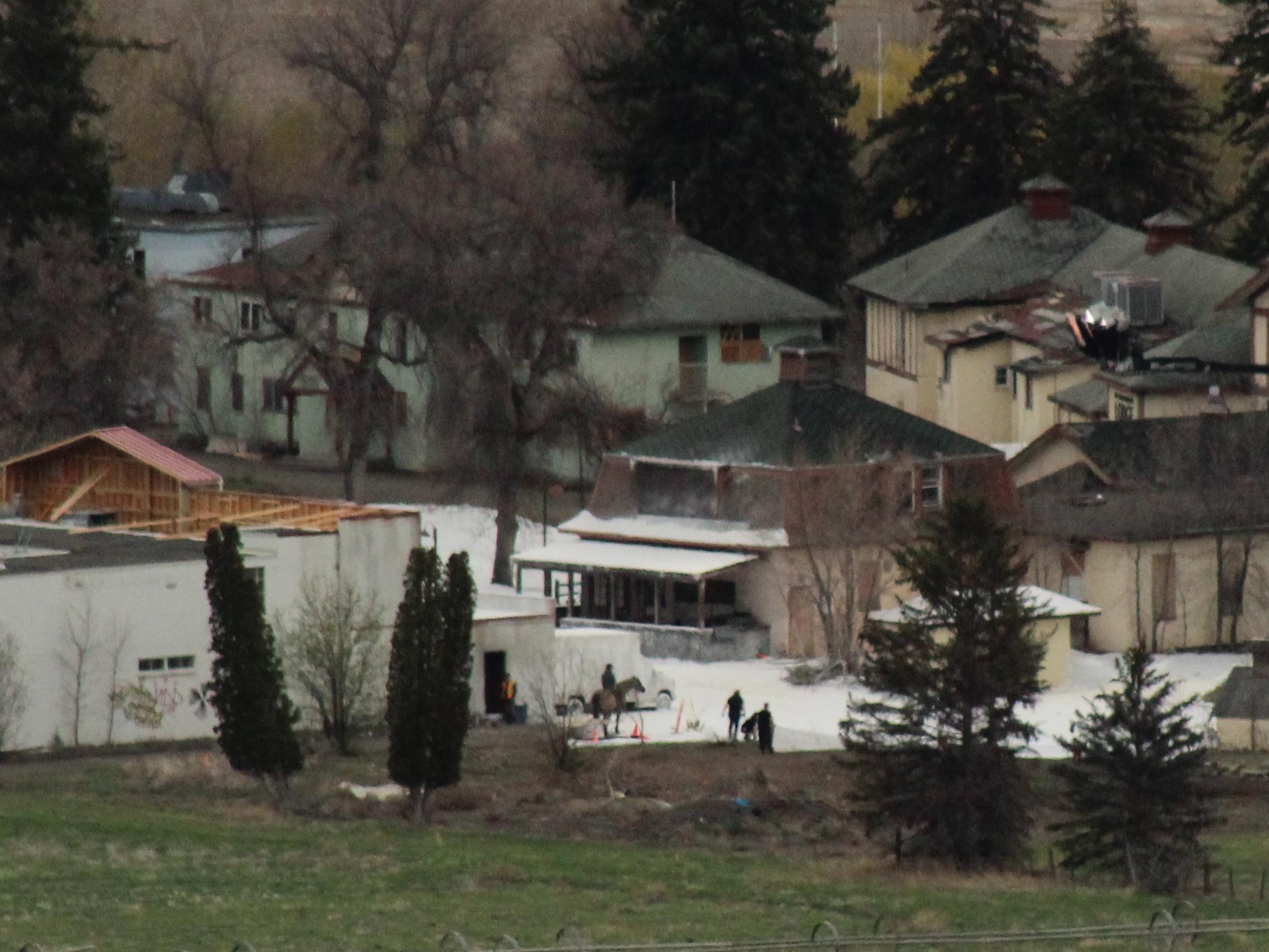
Filmset in Kamloops
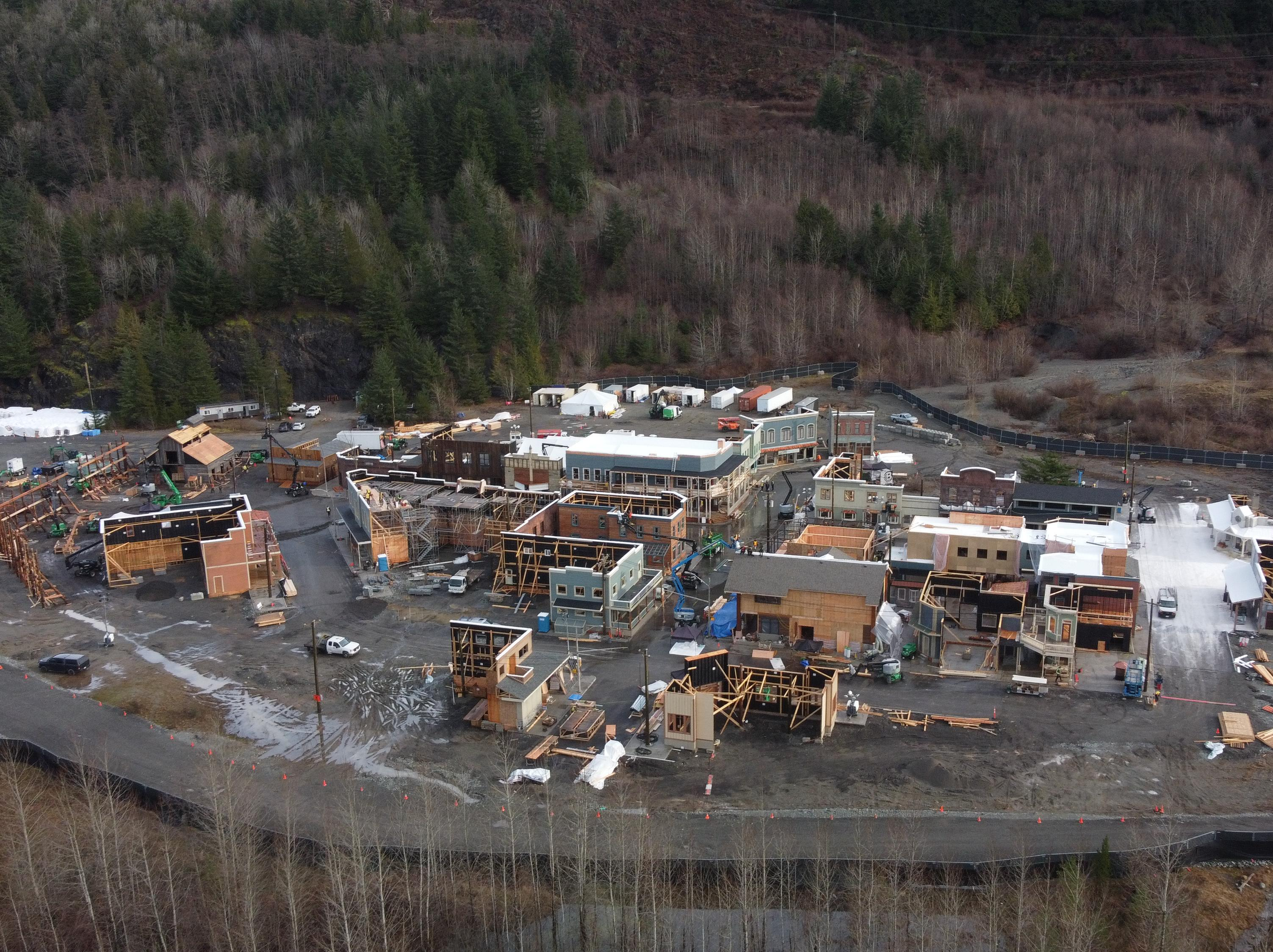
Filmset in Britannia Beach
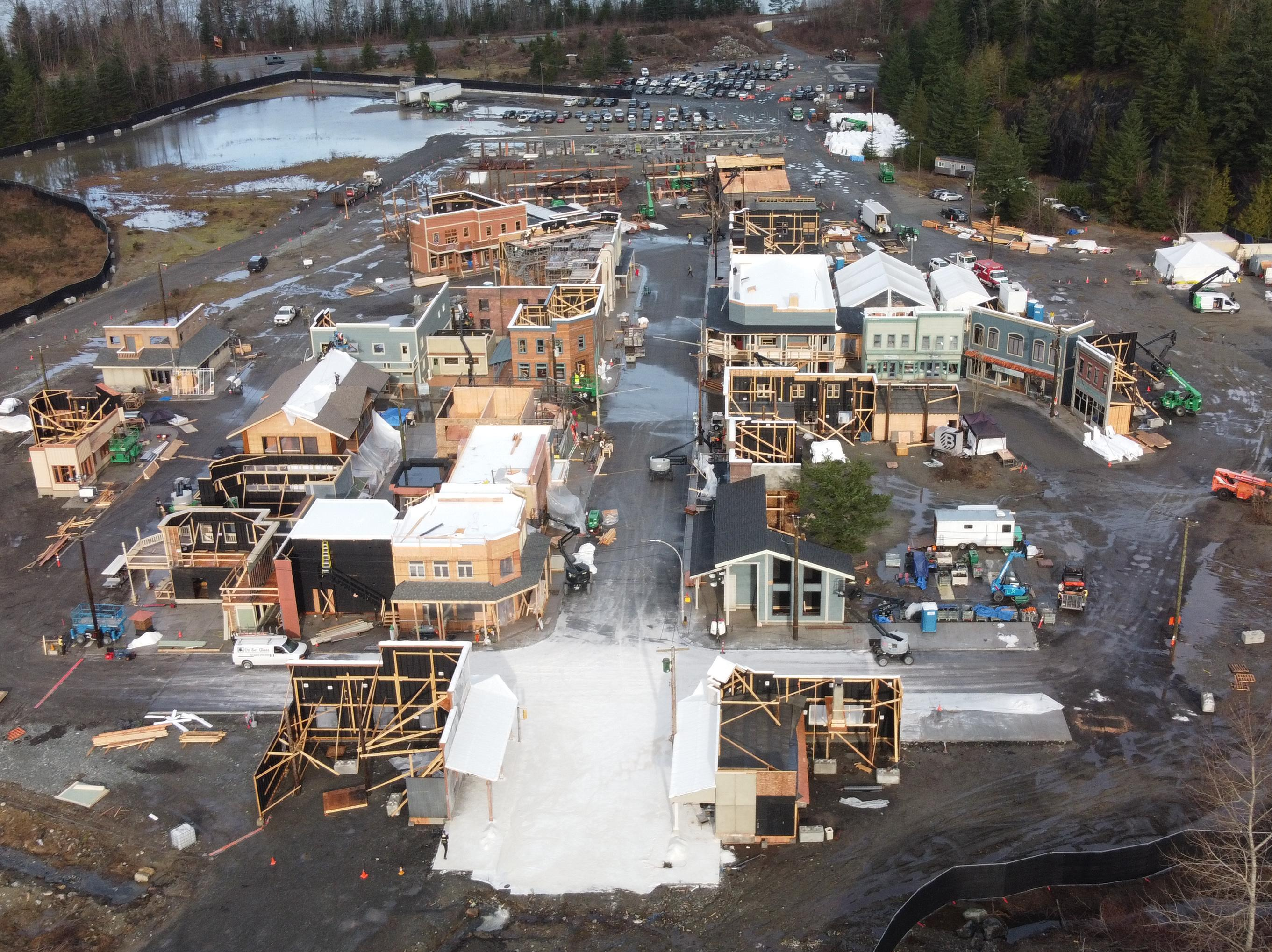
Filmset in Britannia Beach
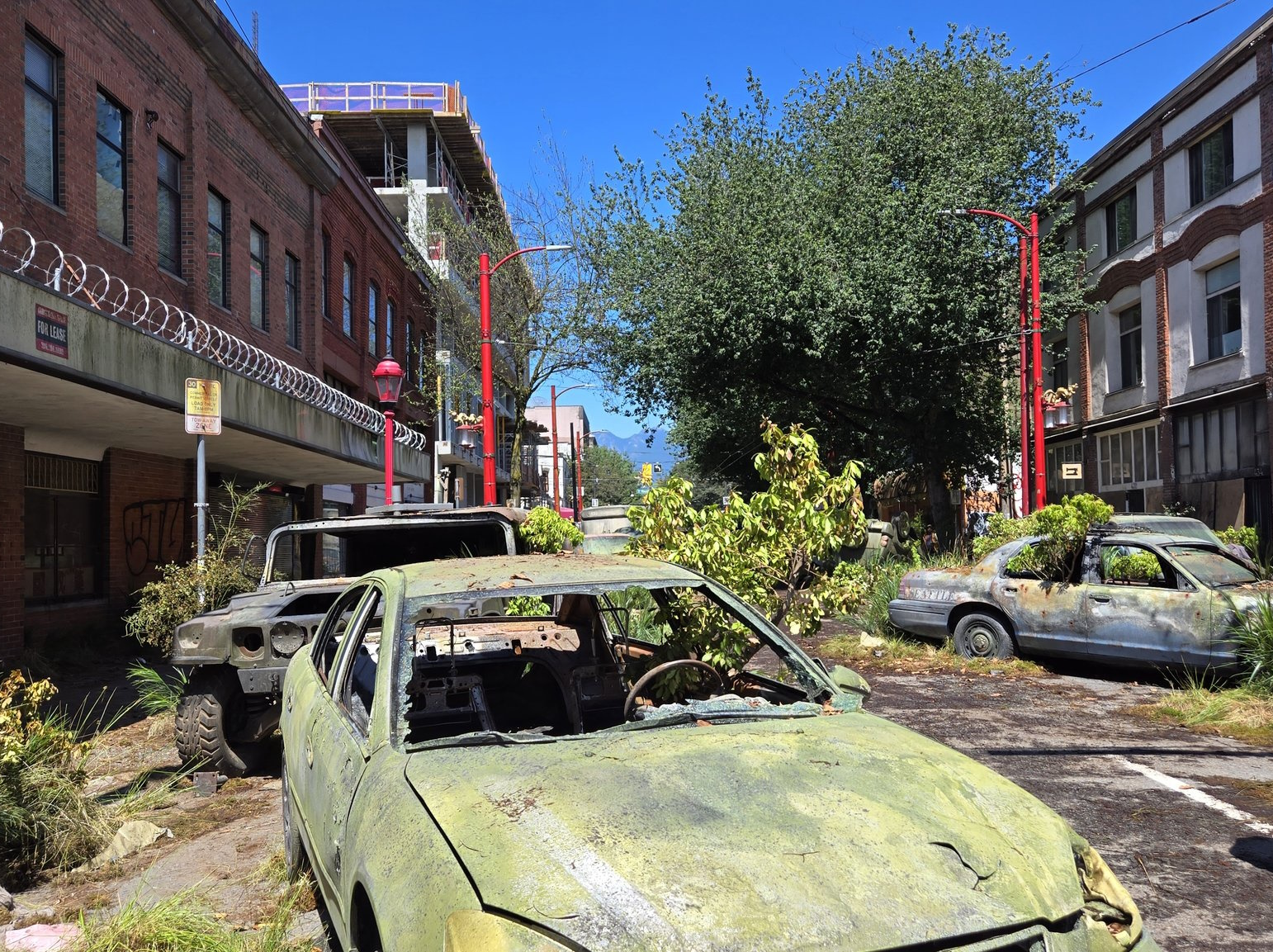
Filmset in Downtown Vancouver